# Garsington Manor

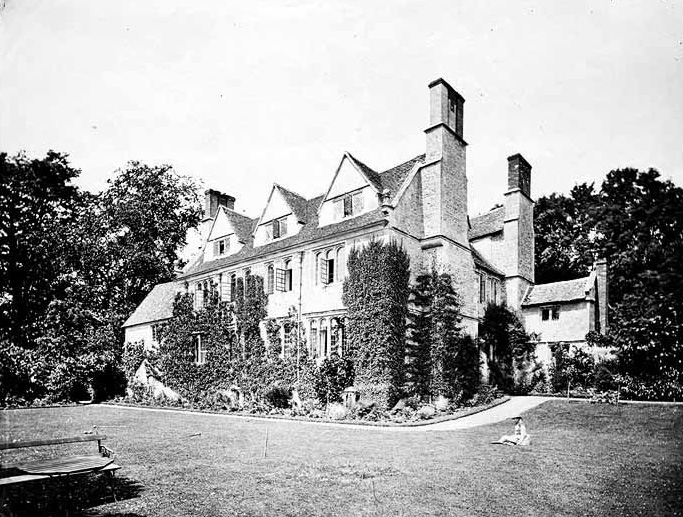
Garsington Manor, gefotografeerd in 1865 door Henry Taunt

Garsington Manor is een landhuis in Tudorstijl. Het staat in het dorpje Garsington, in de buurt van Oxford en is bekend geworden als voormalig ontmoetingscentrum voor kunstenaars en intellectuelen. Het was in de eerste helft van de 20e eeuw in bezit van Lady Ottoline Morrell, die de glamoureuze gastvrouwe was van onder andere de Bloomsburygroep. Het landhuis wordt tegenwoordig elke zomer gebruikt als plaats voor een opera-programma, de Garsington Opera, en is in bezit van de familie van wijlen Leonard Ingrams.

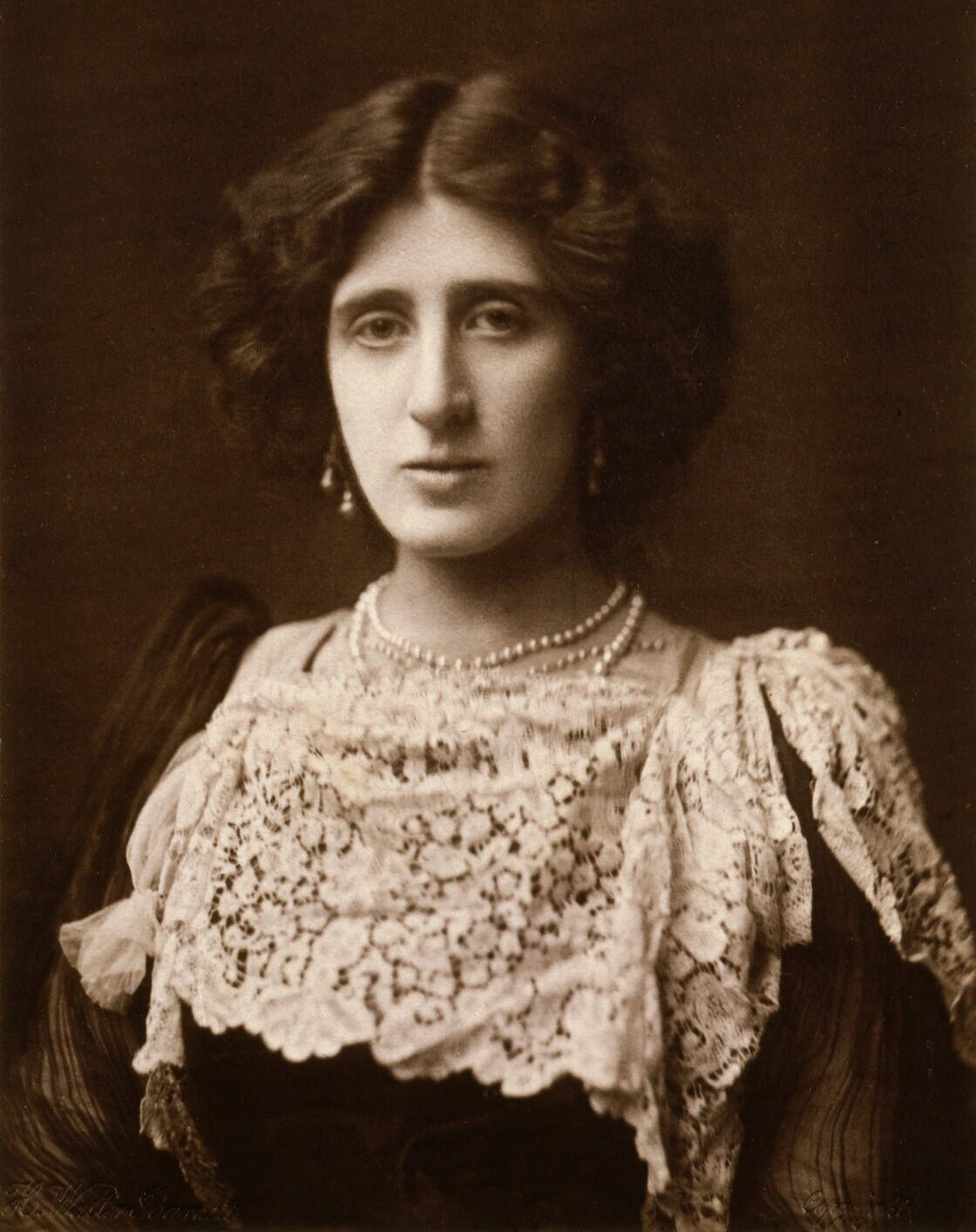
Lady Ottoline Morell (1902) gefotografeerd door Henry Walter Barnett (1862–1934)

Het landhuis werd gebouwd op land dat ooit in bezit was van de zoon van de dichter Geoffrey Chaucer en droeg in het verleden de naam "Chaucers". Lady Ottoline en haar echtgenoot, Philip Morrell, kochten het in bouwvallige staat in 1914 - het was een tijdlang als boerderij gebruikt.
De Morells hebben het landhuis compleet gerenoveerd in de jaren '20, waarbij ze Italiaanse landschapstuinen hebben laten aanleggen. De gelijkvloerse tuin heeft 24 vierkante perken met Ierse taxus-struikjes in de hoeken; de Italiaanse tuin heeft een groot, rijk geornamenteerd waterwerk dat wordt omsloten door taxushagen en standbeelden. Daarachter ligt een wilde tuin met door linden geflankeerde paden, struiken, een watertje en een vijver.
Het landhuis van Garsington werd een vertrouwde plaats voor de vrienden van de Morells, waaronder D.H. Lawrence, Siegfried Sassoon, Lytton Strachey, Aldous Huxley, Mark Gertler en Bertrand Russell. In 1916 nodigden zij dienstweigeraars uit, waaronder Clive Bell en andere Bloomsberries (leden van de Bloomsburygroep), om hen tijdens de eerste Wereldoorlog te laten wonen en werken op het landhuis en de boerderij. Zo werd voorkomen dat de dienstweigeraars opgepakt zouden worden. De Morells verhuisden naar elders in 1928.